# بضع كلمات مع مومياء
«بعض الكلمات مع مومياء» (بالإنجليزية: Some Words with a Mummy)‏ هي قصة قصيرة ساخرة كتبها إدغار آلان بو. وقد نشرت لأول مرة في مجلة أميريكان ريفيو: ويغ جورنال في أبريل 1845.